# Enrique Escobar
Pour les articles homonymes, voir Escobar.
Enrique Escobar Sotés, né le 2 septembre 1921 à Jaén, mort le 12 février 2004 à Barcelone, est un compositeur de musique de films, monteur, pianiste et chef d'orchestre espagnol. Il signait souvent sous le pseudonyme de Henry Soteh ou Henry Escobar.

## Biographie
Escobar a étudié le piano et le droit à Grenade, puis s'est consacré à la musique. Il fait ses premières expériences de pianiste à Madrid et à Barcelone, où il dirige également divers orchestres de Zarzuela et de revues. il fait ensuite des tournées à travers les pays hispanophones d'Amérique. Dans les années 1960, il compose des chansons et des musiques de revues. Depuis 1961, il a composé la musique de plus de soixante films. 
En plus de son travail de compositeur, il a également travaillé à d'autres titres pour le réalisateur et producteur Ignacio F. Iquino : il a servi de monteur pour plusieurs de ses films et lui a servi d'assistant personnel et secrétaire.

## Filmographie (sélection)
- 1964 : Ouest Nevada Joe (it) d'Ignacio Iquino
- 1965 : Ringo le hors-la-loi (Cinco pistolas de Texas) d'Ignacio Iquino et Juan Xiol
- 1965 : Attaque à Rivière-Rouge (Río Maldito) de Juan Xiol
- 1966 : Pas d'orchidée pour le shérif (Un dólar de fuego) de Nick Nostro
- 1970 : Vingt Pas vers la mort d'Antonio Mollica et Manuel Esteba
- 1970 : Ni Sabata, ni Trinità, moi c'est Sartana (La diligencia de los condenados) de Juan Bosch Palau
- 1971 : Quatre Salopards pour Garringo (Un colt por cuatro cirios) d'Ignacio Iquino
- 1972 : Mon cheval, mon colt, ta veuve (Tu fosa sera la exacta… amigo) de Juan Bosch Palau
- 1972 : Fabuleux Trinita (Los fabulosos de Trinidad) d'Ignacio Iquino